# 834 Burnhamia
834 Burnhamia
834 Burnhamia là một tiểu hành tinh ở vành đai chính. Nó được Max Wolf phát hiện ngày 20.9.1916 ở Heidelberg, và được đặt theo tên Sherburne Wesley Burnham, nhà thiên văn học người Mỹ.